# Bridgman (Michigan)
Pour les articles homonymes, voir Bridgman.
Bridgman est une cité du Comté de Berrien dans l'État du Michigan aux États-Unis.
La population était de 2 428 habitants en 2000.
La centrale nucléaire de Donald C. Cook  est située au nord de la cité.